# Fin (troll)
Fin è un troll in una leggenda originata a Kalundborg, Sjælland in Danimarca. La leggenda esiste anche in Svezia, ma lì si riferisce ad un gigante raffigurato in una statua presente nella cripta della cattedrale di Lund, dal nome Jätten Finn ("Finn il gigante").

## Leggenda
La leggenda racconta come Esbern Snare stava costruendo una chiesa a Kalundborg. Era un lavoro duro, e un troll, che era di passaggio, gli offrì i suoi servigi. Esbern accettò, tuttavia, le condizioni del troll erano che Esbern avrebbe dovuto essere in grado di capire il nome del troll e al momento che la chiesa fosse stata terminata, se non lo sapeva, il troll avrebbe potuto prendere il suo cuore ed i suoi occhi.
Il troll era forte, e dopo pochi giorni, c'era soltanto una mezza colonna da erigere prima che la chiesa fosse stata completata. Esbern ebbe paura, visto che il nome del troll era ancora a lui sconosciuto. Vagando per i campi in grande ansia, si distese sulla riva del fiume Ulshøj per riposarsi. Mentre era lì, udì un troll-donna, all'interno della collina, cantare queste parole: 

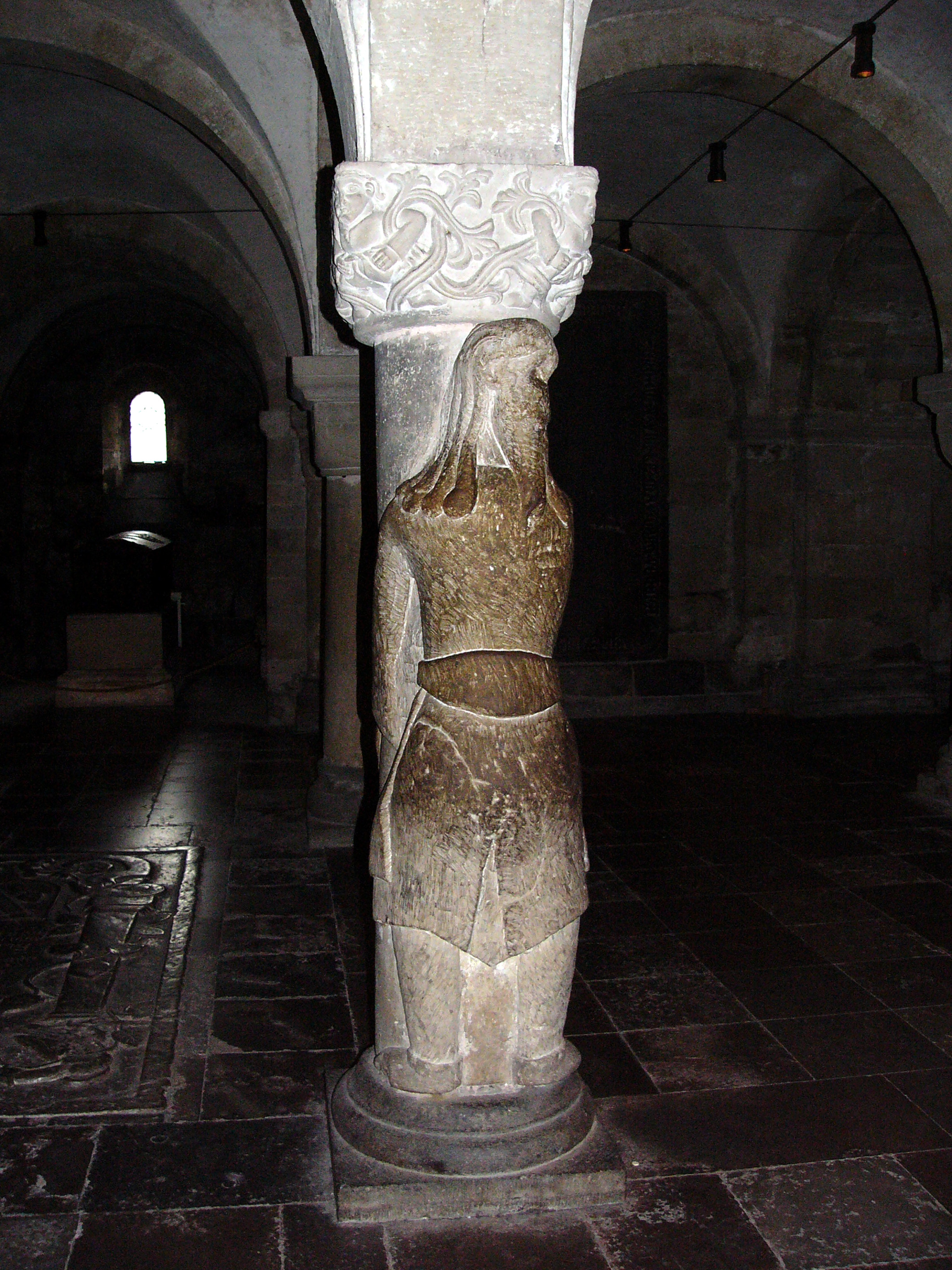
Statua di Finn nella cripta della cattedrale di Lund

Lie still, baby mine! / Tomorrow cometh Fin, / Father thine, / And giveth thee / Esbern Snare's / eyes and heart / to play with.
Giaci ancora, mio bambino! / domani verrà Fin, / tuo padre, / e ti porterà / gli occhi e il cuore / di Esber Snare / con cui giocare.
Esbern ritornò immediatamente alla chiesa. Il troll era occupato a costruire il mezzo pilastro mancante per il completamento della chiesa, e quando Esbern lo vide, gridò: "Fin". Il troll era talmente arrabbiato che gettò il mezzo pilastro in aria, e questa è la ragione per cui la chiesa ha solo tre pilastri e mezzo fino ad oggi.

## Variante
Secondo la tradizione svedese, quando l'uomo (un monaco) tornò e disse il nome, Jätten Finn si arrabbiò e avvolse le braccia intorno a una colonna in modo da rimuoverla facendo così crollare la cattedrale. Ma in quel momento venne trasformato in pietra, ed è per questo che c'è un uomo di pietra che abbraccia una colonna nella cripta della cattedrale di Lund. Oggi si pensa che probabilmente questa scultura rappresenti in realtà Sansone il personaggio descritto dalla Bibbia.
Una versione simile della leggenda è ricordata anche per la stavkirke di Heddal, in Norvegia. 